# Dasypus sabanicola
Dasypus sabanicola é uma espécie de tatu, um  mamífero da família dos dasipodídeos (Dasypodidae) e ordem Cingulata. Ocorre na Colômbia e Venezuela. A espécie é próxima do tatu-galinha. Pode pesar até 9,5 kg e possui muitos pelos longos pelo corpo.
1. ↑  IUCN SSC Edentate Specialist Group  (2008).     Dasypus sabanicola (em inglês). IUCN   2008. Lista Vermelha de Espécies Ameaçadas da IUCN.   2008.   Página visitada em 30 December 2008.
2. ↑  Armadillo Online!. «Genus Dasypus». Consultado em 30 de março de 2008